# Waterschap Groot Salland
Het Waterschap Groot Salland, afgekort WGS, was tot 1 januari 2016 een waterschap, gelegen in het westen van de Nederlandse provincie Overijssel. Het was verantwoordelijk voor de waterbeheersing in een gebied ter grootte van 120.000 hectare (ha). Het kantoor van het schap was gevestigd in de stad Zwolle.
Groot Salland beheerde 4000 kilometer watergang en had 300 kilometer rivierdijken langs de IJssel, het Zwarte Water en de Overijsselse Vecht. Daarnaast droeg het waterschap zorg voor 220 kilometer kleinere dijken en kaden langs wateren zoals de weteringen in Salland en Mastenbroek.
De balgstuw bij Ramspol, die dienst doet als stormvloedkering bij dreigend hoogwater in het Zwarte Meer, werd gebouwd in opdracht van Groot Salland, dat samen met Rijkswaterstaat de bouwbegeleiding uitvoerde. Het is de grootste balgstuw ter wereld en werd als voordelig alternatief gekozen voor dijkverzwaring over een lengte van 145 kilometer.
Waterschap Groot Salland is in 1997 ontstaan uit een samenvoeging van de waterschappen Benoorden de Dedemsvaart, Bezuiden de Vecht, Noorder Vechtdijken, Salland, West Overijssel en IJsseldelta. In 2000 ging een klein deel van het waterschap over naar het nieuw opgerichte waterschap Reest en Wieden.
De eerste dijkgraaf, voorzitter van het bestuur, was Sybe Schaap. Hij werd in februari 2010 opgevolgd door Herman Dijk.
Per 1 januari 2016 is Groot Salland gefuseerd met Reest en Wieden van Drenthe/Overijssel. Het nieuwe waterschap heet Drents Overijsselse Delta met het hoofdkantoor in Zwolle.
Aa en Maas · Amstel, Gooi en Vecht · Brabantse Delta · Delfland · De Dommel · Drents Overijsselse Delta · Fryslân · Hollands Noorderkwartier · Hollandse Delta · Hunze en Aa's · Limburg · Noorderzijlvest · Rijn en IJssel · Rijnland · Rivierenland · Scheldestromen · Schieland en de Krimpenerwaard · De Stichtse Rijnlanden · Vallei en Veluwe · Vechtstromen · Zuiderzeeland